# Pseudoheptura picta
Pseudoheptura picta är en bäcksländeart som beskrevs av Edgar F. Riek 1973. Pseudoheptura picta ingår i släktet Pseudoheptura och familjen Austroperlidae. Inga underarter finns listade i Catalogue of Life.